# Grandes crónicas de Francia

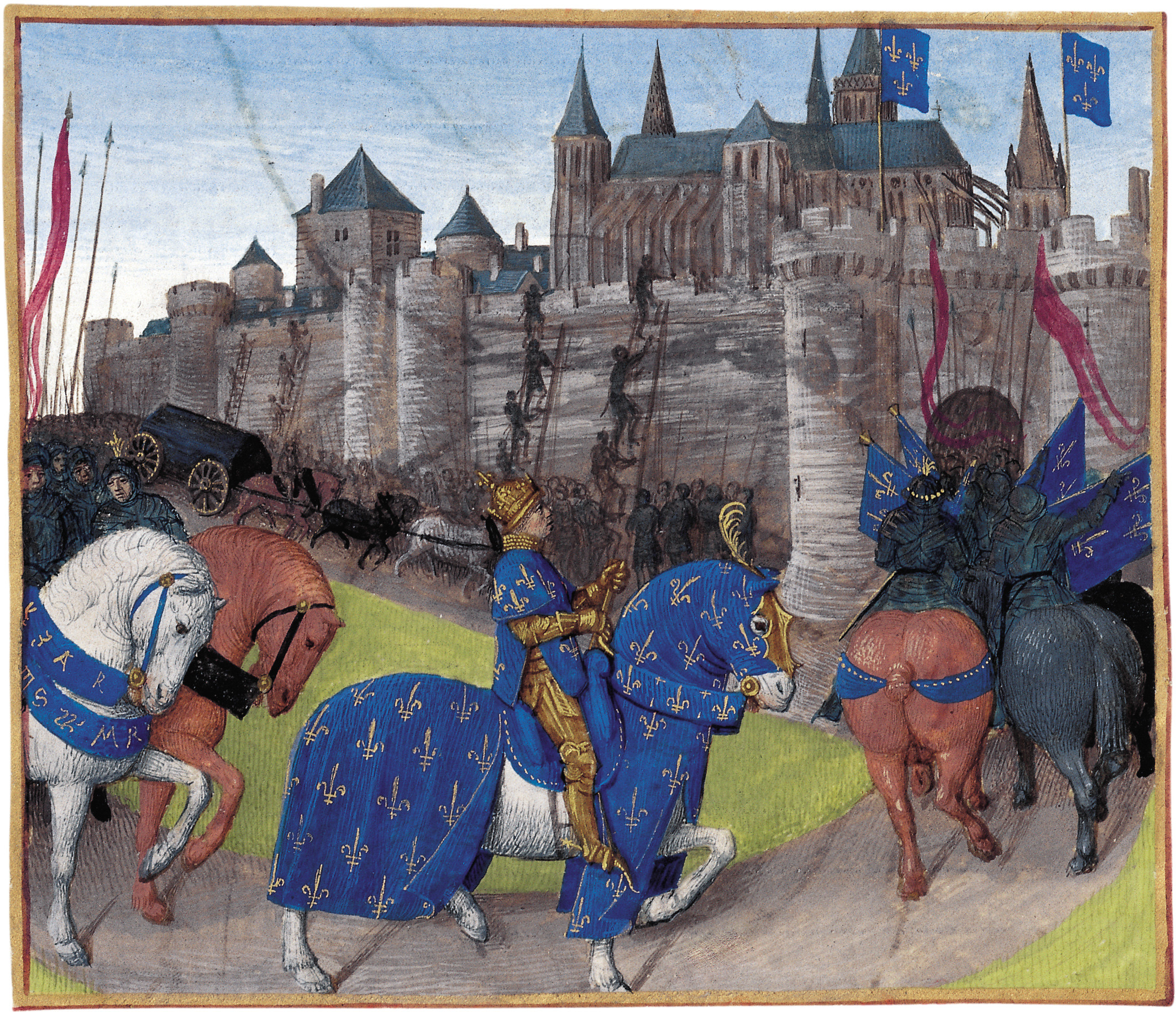
Felipe II captura Tours en 1189.

Las Grandes crónicas de Francia (Grandes Chroniques de France, en francés) son una compilación de obras históricas escritas entre los siglos XIII y XIV, siguiendo los modelos latinos, con manuscritos notablemente ilustrados.
En ellas se reconstruye la historia de los reyes de Francia desde su origen hasta 1461. Es una crónica encomendada por San Luis, quien se propuso preservar la historia de los francos desde la aparición de los troyanos de la Antigüedad hasta su propia época, en una cronología oficial cuya difusión estuvo estrechamente controlada. Fue continuada por sus sucesores hasta 1461.
En esta obra se relatan los principales hechos y gestas de los reinos de todos los reyes franceses de las dinastías merovingia, carolingia y capetiana, con ilustraciones que muestran personajes y acontecimientos de prácticamente todos los reinados.
Las Grandes Chroniques de France tuvieron su origen como traducción francesa de las historias en latín escritas y actualizadas por los monjes de Saint-Denis quienes fueron, desde el siglo XIII, historiógrafos oficiales de los reyes franceses. En principio tituladas como Grandes Chroniques, seguían el rastro de los reyes de Francia desde sus orígenes en Troya hasta la muerte de Felipe II de Francia (1223). Las continuaciones del texto fueron esbozadas primero en Saint-Denis y después en la corte de París. La crónica concluye con la muerte de Carlos VI en la década de 1380.
Esta compilación sobrevive en aproximadamente 130 manuscritos, que varían en la riqueza, número y estilo artístico de sus ilustraciones, copiados y corregidos por mecenas reales y cortesanos, como obra principal de la historiografía vernácula oficial. Durante los primeros ciento cincuenta años de la existencia de estas crónicas su público estuvo cuidadosamente limitado: su lectura se centró en la corte real de París y sus poseedores incluían reyes, miembros de la familia real y la corte y unos cuantos clérigos muy relacionados del norte de Francia. Durante este periodo no hubo copias de esta obra que pertenecía a los miembros del Parlamento o la universidad de la comunidad.